# حزب العدالة والإصلاح
حزب العدالة والإصلاح حزب سياسي أردني تأسس بتاريخ 4 كانون الثاني 2012. يقود الحزب نظير عربيات بموقع الأمين العام للحزب. يُصنف الحزب بأنه حزب وسطي قريب للحكومة. شارك الحزب بالانتخابات البلدية والنيابية (البرلمانية) لكنه لم يفز بأي منها. بعد تأسيسه بشهرين، بتاريخ 11 آذار 2012، استقال (36) عضواً مؤسساً من الحزب نتيجة ما وصفوه بانحراف الحزب عن أهدافه ومبادئه، بحسب بيان صدر عن الأعضاء المستقيلين.